# Liste von Sakralbauten in Tönisvorst
Die Liste von Sakralbauten in Tönisvorst listet gegenwärtige und ehemalige Sakralbauten in der nordrhein-westfälischen Stadt Tönisvorst auf. Zusätzlich werden hier auch Versammlungshäuser und -räume (o. Ä.) von religiösen Gemeinschaften aus Tönisvorst sowie Trauerhallen auf Friedhöfen aufgeführt, die im engeren Sinne keine Sakralbauten sind.

## Liste

### St. Tönis
| Abbildung      | Zugehörigkeit                       | Name / Bezeichnung                               | Adresse, Koordinaten                 | Bauzeit     | Beschreibung |
| -------------- | ----------------------------------- | ------------------------------------------------ | ------------------------------------ | ----------- | --- |
| weitere Bilder | Römisch-Katholische Gemeinde        | St. Cornelius                                    | Kirchplatz 17, 47918 Tönisvorst      | 1380        | Die erstmalige Erwähnung eines Kirchenbaus mit dem Namen ist in der Stiftungs- und Gründungsurkunde vom 19. März 1411 zu finden. Bereits am 10. September 1380 gibt es aber schon einen urkundlichen Nachweis zum Bau einer Kapelle durch den Kölner Erzbischof Friedrich III. von Saarwerden auf dem Gebiet des heutigen Ortsteils St. Tönis. Der Inschrift über dem Turmportal ist zu entnehmen, dass am 31. Mai 1483 mit dem Bau des Kirchturms begonnen wurde. Im Jahr 1585 stürzte der Turm durch Kriegseinwirkung ein und begrub Teile des Gewölbes unter sich, erst am 18. April des Jahres 1619 konnte mit dem Neubau des Turms begonnen werden. In den folgenden kriegerischen Auseinandersetzungen wurde die Kirche mehrmals zerstört und notdürftig instand gesetzt, erst im Jahr 1851 konnte das Gotteshaus vollständig wiederhergestellt werden. Bereits sechs Jahre später wurde die Kirche nach den Plänen des Kölner Baumeisters Friedrich Schmidt erweitert. Am 6. Juni 1942 verursachte eine Fliegerbombe Schäden am Gotteshaus, die meisten Häuser am Kirchplatz wurden zerstört. 1947 konnte die wiederhergerichtete Kirche eingeweiht werden. 1960 wurden neue Glasfenster des Krefelder Künstler Gustav Fünders in das Gebäude eingefügt. |
| weitere Bilder | Evangelische Landeskirchen-Gemeinde | Evangelische Christuskirche St. Tönis            | Hülser Str. 57a, 47918 Tönisvorst    | 1953        | Am 1. Juli 1950 entstand in der evangelischen Kirchengemeinde Kempen der neue Pfarrbezirk St. Tönis/Hüls, der am 1. Januar 1955 die Selbstständigkeit erlangte. Im Jahr 1953 wurde die Evangelische Christuskirche an der Hülser Straße eingeweiht. Nach langen Verhandlungen konnte am 1. Januar 1965 eine Teilung in die selbstständigen Gemeinden St. Tönis und Hüls vollzogen werden. |
| weitere Bilder | Judentum                            | Synagoge St. Tönis                               | Kolpingstraße, 47918 Tönisvorst      | 1900 – 1907 | Um das Jahr 1730 siedelten sich erste jüdische Familien in St. Tönis an, gottesdienstliche Zusammenkünfte fanden in einem gemieteten Betsaal eines Gebäudes an der Ecke Kaiser-/Marktstraße statt. Am 30. August 1907 konnte die neu erbaute Synagoge an der heutigen Kolpingstraße eingeweiht werden. Am Abend des 10. November 1938 wurde die Synagoge von SA-Angehörigen (aus Hüls und Krefeld kommend) in Brand gesetzt, die Feuerwehr wurde an der Brandlöschung gehindert. Am 29. Mai 1983 wurde gegenüber dem ehemaligen Synagogengrundstück ein Denkmal mit der Inschrift „Zum Gedenken an die verfolgten jüdischen Mitbürger von St. Tönis und Vorst 1933 - 1945“ errichtet. |
|                | Ökumenische Bewegung                | Kapelle im Krankenhaus Maria-Hilf (Tönisvorst)   | Hospitalstraße 2, 47918 Tönisvorst   |             | [ 9 ] |
| weitere Bilder | Städtische Trauerhalle              | Trauerhalle des Friedhofs am Westring, St. Tönis | Friedrichstraße 88, 47918 Tönisvorst |             | |

### Vorst
| Abbildung      | Zugehörigkeit                       | Name / Bezeichnung                               | Adresse, Koordinaten                | Bauzeit     | Beschreibung |
| -------------- | ----------------------------------- | ------------------------------------------------ | ----------------------------------- | ----------- | --- |
| weitere Bilder | Römisch-Katholische Gemeinde        | St. Godehard                                     | Kuhstraße 11, 47918 Tönisvorst      | 1100        | Die erste Erwähnung einer kleinen Holzkapelle auf dem Gebiet des heutigen Ortsteils Vorst geht auf das Jahr 1100 zurück; sie soll in der Nähe des Hauses Brempt gestanden haben. 1131 erhielt die Gemeinde vom Kölner Erzbischof Friedrich I. von Schwarzenburg Reliquien des heiligen Godehard, dem späteren Schutzpatron der Kirche. In der ersten Hälfte des 14. Jahrhunderts wurde die Holzkapelle durch einen Tuffsteinbau ersetzt, 1482 wurde das romanische Kirchenschiff durch ein gotisches Gotteshaus ersetzt, es wurde im Jahr 1894 abgebrochen. 1559 erhielt die Pfarre sämtliche Rechte, 1583 wurde die Kirche während einer Plünderung im Truchsessischen Krieg in Brand gesteckt, 1894 wurde sie schließlich abgerissen, 1896 konnte das neue Gotteshaus eingeweiht werden. 1901 erklang zum ersten Mal die neue Klais-Orgel, 1902 konnte der vom Gocher Künstler Ferdinand Langenberg geschnitzte Hochaltar geweiht werden. 1972 wurde der Innenraum, 1991 die komplette Außenfassade renoviert, 2004 konnte der Glockenstuhl restauriert werden. Im Jahr 2010 wurde der Zusammenschluss der Pfarren aus Tönisvorst und Kempen beschlossen. |
| weitere Bilder | Evangelische Landeskirchen-Gemeinde | Ev. Kirchengemeinde Vorst                        | Auf Rothenfeld 21, 47918 Tönisvorst | 1959 / 1969 | Im Jahr 1959 wurde eine kleine evangelische Holzkirche an der heutigen Schützenstraße errichtet, die laut Erzählungen von einer schwedischen Gräfin gestiftet wurde. Am 22. März 1970 konnte das neue Gotteshaus – das unter der Bauleitung des Krefelder Architekturbüros Berthold Schröder entstand – an der Lutherstraße eingesegnet werden. Die Holzkirche wurde abgebaut und an einem unbekannten Ort wieder aufgebaut. Erst im Jahr 1997 konnte neben der Kirche ein Glockenturm errichtet werden. |
| weitere Bilder | Städtische Trauerhalle              | Trauerhalle des Friedhofs Anrather Straße, Vorst | Anrather Straße, 47918 Tönisvorst   | 1971        | Die neu errichtete Leichenhalle mit angeschlossener Kapelle auf dem Friedhof des Ortsteils Vorst konnte im Jahr 1971 geweiht werden. |
|                | Zeugen Jehovas                      | Zeugen Jehovas Tönisvorst                        | Gossenhof 12, 47918 Tönisvorst      |             | |